# Angelique (manga)
Angelique (アンジェリク?) è un manga di Toshie Kihara, pubblicato in Giappone da Akita Shoten sulla rivista Princess dal 1977 al 1979 e basato sui romanzi di Anne e Serge Golon ambientati nella Francia del XVII secolo e aventi per protagonista Angelica, la marchesa degli angeli.

## Trama
Figlia di un nobile decaduto, Angélique è costretta a sposare il ricco ma brutto Joffrey de Peyrac, conte di Tolosa. Col tempo imparerà ad amarlo, ma il re Luigi XIV, invaghitosi di Angélique, farà sì che Joffrey sia accusato di stregoneria e condannato a morte.

## Personaggi
- Angélique (アンジェリク)
- Joffrey de Peyrac
- Luigi XIV